# Formazioni di Volleyball League A cinese di pallavolo maschile 2013-2014
Formazioni delle squadre di pallavolo partecipanti alla stagione 2013-2014 del campionato di Volleyball League A cinese.

## Bayi
| N° | Nome           | Ruolo | Data di nascita  | Nazionalità sportiva |
| -- | -------------- | ----- | ---------------- | -------------------- |
| -  | Haiyun Li      | All   | -                | Cina                 |
| 1  | Xuechen Qiu    | C     | ? gennaio 1991   | Cina                 |
| 2  | Jun Cui        | P     | ? luglio 1989    | Cina                 |
| 3  | Jun You        | P     | ? marzo 1992     | Cina                 |
| 4  | Tingwei Liu    | S/O   | ? giugno 1987    | Cina                 |
| 5  | Xiaoteng Ma    | L     | ? giugno 1991    | Cina                 |
| 6  | Chuanhang Tang | S/O   | ? ottobre 1995   | Cina                 |
| 7  | Zhong Weijun   | S     | 20 aprile 1989   | Cina                 |
| 8  | Yichen Zhao    | S     | ? dicembre 1989  | Cina                 |
| 9  | Jingtao Xu     | C     | 7 luglio 1988    | Cina                 |
| 10 | Yiwen Wu       | P     | ? luglio 1990    | Cina                 |
| 11 | Guangdong Men  | S     | ? giugno 1992    | Cina                 |
| 12 | Jinpeng Zhu    | C     | ? maggio 1993    | Cina                 |
| 13 | Bo Feng        | S     | ? agosto 1994    | Cina                 |
| 14 | Fan Yang       | C     | ? giugno 1988    | Cina                 |
| 15 | Xiaowei Wang   | S/O   | ? giugno 1991    | Cina                 |
| 16 | Peng Guo       | C     | ? luglio 1982    | Cina                 |
| 17 | Xiaoyong Wang  | S     | ? agosto 1996    | Cina                 |
| 18 | Weiqiang Geng  | S     | ? settembre 1991 | Cina                 |

## Beijing
| N° | Nome             | Ruolo | Data di nascita   | Nazionalità sportiva |
| -- | ---------------- | ----- | ----------------- | -------------------- |
| -  | Mu Li            | All   | -                 | Cina                 |
| 1  | Jingxing Wang    | C     | ? gennaio 1997    | Cina                 |
| 2  | Jingzhao He      | C     | ? luglio 1991     | Cina                 |
| 3  | Xizhao Hu        | C     | ? maggio 1993     | Cina                 |
| 4  | Kun Zhang        | S     | ? dicembre 1991   | Cina                 |
| 5  | Chenglong Zhang  | S     | ? febbraio 1994   | Cina                 |
| 6  | Yi Zhao          | P     | ? febbraio 1988   | Cina                 |
| 7  | Wout Wijsmans    | S/O   | 17 luglio 1977    | Italia               |
| 8  | Kang Kang        | P     | ? novembre 1983   | Cina                 |
| 9  | Fan Yang         | C     | ? agosto 1987     | Cina                 |
| 10 | Xiurui Zhang     | C     | ? maggio 1992     | Cina                 |
| 11 | Frederic Winters | S     | 25 settembre 1982 | Canada               |
| 12 | Chen Wang        | S/O   | ? novembre 1986   | Cina                 |
| 13 | Yubo Sun         | P     | ? marzo 1990      | Cina                 |
| 14 | Libing Liu       | S     | ? febbraio 1995   | Cina                 |
| 15 | Hui Chu          | L     | ? gennaio 1981    | Cina                 |
| 16 | Qingtao Shan     | S     | ? gennaio 1986    | Cina                 |
| 17 | Ming Li          | P     | ? gennaio 1991    | Cina                 |
| 18 | Yi Liu           | L     | ? marzo 1988      | Cina                 |

## Fujian
| N° | Nome           | Ruolo | Data di nascita  | Nazionalità sportiva |
| -- | -------------- | ----- | ---------------- | -------------------- |
| -  | Weizhong Lu    | All   | -                | Cina                 |
| 1  | Qingda Yao     | C     | 27 novembre 1992 | Cina                 |
| 2  | Peng Chen      | C     | 3 giugno 1989    | Cina                 |
| 3  | Guolin Lin     | S     | 2 settembre 1990 | Cina                 |
| 4  | Yiqiang Cai    | S     | 8 maggio 1990    | Cina                 |
| 5  | Shuhan Rao     | C     | 23 dicembre 1996 | Cina                 |
| 6  | Hanhua Xu      | C     | 30 marzo 1991    | Cina                 |
| 7  | Dallas Soonias | S/O   | 25 aprile 1984   | Canada               |
| 8  | Cheng Guo      | P     | 12 novembre 1994 | Cina                 |
| 9  | Jian Shen      | S     | 20 novembre 1985 | Cina                 |
| 10 | Xiaomin Lai    | P     | 17 agosto 1982   | Cina                 |
| 11 | Junhuang Ke    | L     | 28 giugno 1994   | Cina                 |
| 12 | Jianping Shi   | S     | 27 aprile 1995   | Cina                 |
| 13 | Mikko Oivanen  | S/O   | 26 maggio 1986   | Finlandia            |
| 14 | Qiaofeng Chen  | S/O   | 8 marzo 1994     | Cina                 |
| 15 | Shupeng Teng   | L     | 10 giugno 1995   | Cina                 |
| 16 | Dong Zeng      | L     | 27 maggio 1995   | Cina                 |
| 17 | Chongwei Chen  | C     | 29 ottobre 1994  | Cina                 |
| 18 | Guanghui Yu    | S/O   | 6 marzo 1995     | Cina                 |

## Guangdong
| N° | Nome            | Ruolo | Data di nascita   | Nazionalità sportiva |
| -- | --------------- | ----- | ----------------- | -------------------- |
| -  | Liqun Yang      | All   | -                 | Cina                 |
| 1  | Yang Chen       | C     | 3 giugno 1987     | Cina                 |
| 2  | Zhijian Huang   | C     | 6 maggio 1993     | Cina                 |
| 3  | Yongkang Huang  | C     | 19 agosto 1994    | Cina                 |
| 4  | Diwen Wang      | S/O   | 12 aprile 1993    | Cina                 |
| 5  | Zhenhui Liang   | S/O   | 15 gennaio 1993   | Cina                 |
| 6  | Xinyu Lyu       | S     | 10 luglio 1994    | Cina                 |
| 7  | Haotian Wu      | S     | 6 luglio 1995     | Cina                 |
| 8  | Chao Huang      | S     | 2 maggio 1989     | Cina                 |
| 9  | Xiangshuai Wang | L     | 2 marzo 1994      | Cina                 |
| 10 | Xinglong Wang   | S     | 18 febbraio 1994  | Cina                 |
| 11 | Qichao Zhong    | S     | 15 aprile 1993    | Cina                 |
| 12 | Jianming Zhu    | P     | 28 giugno 1993    | Cina                 |
| 13 | Yulin Wu        | S     | 12 ottobre 1993   | Cina                 |
| 14 | Dongwei Sun     | S     | 27 gennaio 1996   | Cina                 |
| 15 | Tianyi Mao      | P     | 2 giugno 1993     | Cina                 |
| 16 | Jingqi Zhang    | C     | 20 aprile 1993    | Cina                 |
| 17 | Guoli Wang      | C     | 6 febbraio 1995   | Cina                 |
| 18 | Jiajie Chen     | L     | 17 settembre 1995 | Cina                 |

## Hebei
| N° | Nome        | Ruolo | Data di nascita   | Nazionalità sportiva |
| -- | ----------- | ----- | ----------------- | -------------------- |
| -  | Shijie Xie  | All   | -                 | Cina                 |
| 1  | Han Jiang   | C     | 28 giugno 1994    | Cina                 |
| 2  | Hao Wang    | S     | 10 marzo 1995     | Cina                 |
| 3  | Jingyuan Li | S     | 27 maggio 1996    | Cina                 |
| 4  | Hao Li      | S/O   | 1º aprile 1994    | Cina                 |
| 5  | Lei Zhong   | C     | 9 agosto 1991     | Cina                 |
| 6  | Yinlong Hou | P     | 23 giugno 1995    | Cina                 |
| 7  | Shuai Ma    | C     | 1º novembre 1996  | Cina                 |
| 8  | Liyang Pan  | L     | 11 marzo 1993     | Cina                 |
| 9  | Runtao Xia  | S     | 18 ottobre 1994   | Cina                 |
| 10 | Baolong Yao | S     | 14 settembre 1991 | Cina                 |
| 11 | Yu Xia      | C     | 22 giugno 1996    | Cina                 |
| 12 | Maya Lidong | S     | 7 agosto 1990     | Cina                 |
| 13 | Bin Wang    | S     | 29 dicembre 1988  | Cina                 |
| 16 | Jifeng Fu   | L     | 3 gennaio 1995    | Cina                 |
| 18 | Chao Ma     | P     | 30 giugno 1993    | Cina                 |

## Henan
| N° | Nome          | Ruolo | Data di nascita  | Nazionalità sportiva |
| -- | ------------- | ----- | ---------------- | -------------------- |
| -  | Jie Liang     | All   | -                | Cina                 |
| 1  | Li Rui        | C     | 15 marzo 1990    | Cina                 |
| 2  | Kai Sun       | S     | 1º febbraio 1988 | Cina                 |
| 3  | Chaofan Song  | C     | 18 giugno 1988   | Cina                 |
| 4  | Jiawei Wang   | S     | 12 gennaio 1994  | Cina                 |
| 5  | Chunlin Wang  | S/O   | 11 febbraio 1988 | Cina                 |
| 6  | Shuai Jiao    | P     | 28 gennaio 1984  | Cina                 |
| 7  | Yuanbo Li     | C     | 1º maggio 1985   | Cina                 |
| 8  | Heng Liu      | P     | 28 aprile 1993   | Cina                 |
| 9  | Yi Gao        | L     | 1º marzo 1994    | Cina                 |
| 10 | Jianjun Cui   | S     | 1º agosto 1985   | Cina                 |
| 11 | Shuo Yu       | S     | 8 luglio 1992    | Cina                 |
| 12 | Qihao Cui     | S/O   | 27 luglio 1992   | Cina                 |
| 13 | Zhendong Ma   | C     | 4 gennaio 1992   | Cina                 |
| 14 | Kunyu Du      | S     | 9 dicembre 1992  | Cina                 |
| 15 | Lei Yu        | L     | 5 giugno 1987    | Cina                 |
| 16 | Jingzheng Mao | S     | 15 febbraio 1988 | Cina                 |
| 17 | Shihao Yang   | S     | 1º novembre 1995 | Cina                 |
| 18 | Mudi Zhao     | P     | 7 agosto 1982    | Cina                 |

## Jiangsu
| N° | Nome          | Ruolo | Data di nascita   | Nazionalità sportiva |
| -- | ------------- | ----- | ----------------- | -------------------- |
| -  | Weizhong Lu   | All   | -                 | Cina                 |
| 1  | Tianyi Wen    | S     | 10 maggio 1991    | Cina                 |
| 2  | Wei Tang      | C     | 15 gennaio 1987   | Cina                 |
| 3  | Hong Zhou     | P     | 1º ottobre 1986   | Cina                 |
| 4  | Zhen Lu       | S     | 7 marzo 1988      | Cina                 |
| 5  | Ping Chen     | S/O   | 1º settembre 1989 | Cina                 |
| 6  | Chen Zhang    | S     | 28 giugno 1985    | Cina                 |
| 7  | Haoyu Fang    | C     | 24 agosto 1989    | Cina                 |
| 8  | Chenyuan Pan  | S/O   | 21 gennaio 1990   | Cina                 |
| 9  | Yongjing Yao  | L     | 23 maggio 1987    | Cina                 |
| 10 | Chen Li       | C     | 24 marzo 1992     | Cina                 |
| 11 | Minmin Zhou   | S     | 19 gennaio 1992   | Cina                 |
| 12 | Xianyi Meng   | P     | 18 febbraio 1988  | Cina                 |
| 13 | Shaojian Li   | C     | 14 agosto 1990    | Cina                 |
| 14 | Fei Gu        | S     | 23 gennaio 1991   | Cina                 |
| 15 | Xiangdong Liu | S/O   | 23 febbraio 1993  | Cina                 |
| 16 | Zhu Li        | S     | 19 gennaio 1993   | Cina                 |
| 17 | Hao Zhao      | S     | 27 giugno 1993    | Cina                 |
| 18 | Huaqiang Dai  | L     | 16 gennaio 1994   | Cina                 |

## Liaoning
| N° | Nome            | Ruolo | Data di nascita   | Nazionalità sportiva |
| -- | --------------- | ----- | ----------------- | -------------------- |
| -  | Shengsheng Sui  | All   |                   | Cina                 |
| 1  | Ming Ma         | C     | 5 aprile 1983     | Cina                 |
| 2  | Bowen Li        | P     | 3 ottobre 1995    | Cina                 |
| 3  | Li Ding         | L     | 9 aprile 1995     | Cina                 |
| 4  | Hongyu Jiang    | C     | 7 agosto 1996     | Cina                 |
| 5  | Chunglong Liang | C     | 25 marzo 1988     | Cina                 |
| 6  | Shibo Yu        | P     | 6 dicembre 1987   | Cina                 |
| 7  | Chunjiang Liu   | S     | 29 aprile 1990    | Cina                 |
| 8  | Zhi Yuan        | S/O   | 29 settembre 1981 | Cina                 |
| 9  | Zhimin Leng     | S/O   | 4 giugno 1993     | Cina                 |
| 10 | Dehong Zhou     | S/O   | 7 maggio 1987     | Cina                 |
| 11 | Fanwei Kong     | L     | 4 dicembre 1988   | Cina                 |
| 12 | Xu Cong         | S     | 10 maggio 1994    | Cina                 |
| 13 | Xuefeng Shi     | S/O   | 2 febbraio 1994   | Cina                 |
| 14 | Guorong Wu      | S     | 21 ottobre 1993   | Cina                 |
| 15 | Mingwei Zhang   | S     | 24 settembre 1985 | Cina                 |
| 16 | Zihui Ma        | C     | 24 giugno 1989    | Cina                 |
| 17 | Hongwei Chu     | P     | 15 gennaio 1996   | Cina                 |
| 18 | Yuchen Song     | S     | 16 marzo 1990     | Cina                 |

## Shandong
| N° | Nome          | Ruolo | Data di nascita  | Nazionalità sportiva |
| -- | ------------- | ----- | ---------------- | -------------------- |
| -  | Chunsheng Xin | All   | -                | Cina                 |
| 1  | Hao Wang      | C     | 6 dicembre 1995  | Cina                 |
| 2  | Qing Wang     | S/O   | 12 gennaio 1994  | Cina                 |
| 3  | Xiangyu Wang  | C     | 20 gennaio 1996  | Cina                 |
| 4  | Yi Xin        | S     | 8 marzo 1992     | Cina                 |
| 5  | Jianwei Song  | S     | 4 gennaio 1992   | Cina                 |
| 6  | Li Runming    | P     | 1º marzo 1990    | Cina                 |
| 7  | Meng Liu      | P     | 11 febbraio 1995 | Cina                 |
| 8  | Huanxiao Wang | C     | 28 ottobre 1990  | Cina                 |
| 9  | Bing Han      | P     | 24 febbraio 1992 | Cina                 |
| 10 | Ji Daoshuai   | S     | 7 febbraio 1992  | Cina                 |
| 11 | Bohan Li      | S     | 1º maggio 1994   | Cina                 |
| 12 | Yaning Yang   | L     | 16 giugno 1984   | Cina                 |
| 13 | Ningning He   | S/O   | 26 gennaio 1989  | Cina                 |
| 14 | Yifei Guo     | S     | 29 maggio 1994   | Cina                 |
| 15 | Xingchen Ji   | L     | 13 novembre 1989 | Cina                 |
| 16 | Xin Geng      | C     | 15 novembre 1989 | Cina                 |
| 17 | Rongjian Liu  | S     | 9 aprile 1994    | Cina                 |
| 18 | Zhichao Kou   | S/O   | 26 giugno 1989   | Cina                 |

## Shanghai
| N° | Nome            | Ruolo | Data di nascita   | Nazionalità sportiva |
| -- | --------------- | ----- | ----------------- | -------------------- |
| -  | Xin Lyuning     | All   | -                 | Cina                 |
| 1  | Qingyao Dai     | S/O   | 26 settembre 1991 | Cina                 |
| 2  | Qi Ren          | L     | 24 febbraio 1984  | Cina                 |
| 3  | Bin Huang       | S     | 18 gennaio 1989   | Cina                 |
| 4  | Tianyi Han      | S     | 26 ottobre 1995   | Cina                 |
| 5  | David Lee       | C     | 8 marzo 1982      | Stati Uniti          |
| 6  | Tingwei Yan     | P     | 5 febbraio 1992   | Cina                 |
| 7  | Chunhui Li      | S/O   | 7 marzo 1987      | Cina                 |
| 8  | Jiahua Tong     | L     | 13 dicembre 1992  | Cina                 |
| 9  | Guojun Zhan     | P     | 16 dicembre 1988  | Cina                 |
| 10 | Yingchao Fang   | S/O   | 3 agosto 1982     | Cina                 |
| 11 | Longhai Chen    | C     | 29 marzo 1991     | Cina                 |
| 12 | Zhejia Zhang    | C     | 31 agosto 1995    | Cina                 |
| 13 | Zhen Quin       | C     | 14 febbraio 1993  | Cina                 |
| 14 | Zhijie Lin      | S     | 19 febbraio 1992  | Cina                 |
| 15 | Cristian Savani | S     | 22 febbraio 1982  | Italia               |
| 16 | Yichen Zhang    | C     | 9 novembre 1992   | Cina                 |
| 17 | Bojan Janić     | S     | 3 novembre 1982   | Serbia               |
| 18 | Sulei Zhang     | P     | 10 marzo 1992     | Cina                 |

## Sichuan
| N° | Nome                 | Ruolo | Data di nascita   | Nazionalità sportiva |
| -- | -------------------- | ----- | ----------------- | -------------------- |
| -  | Jun Fu               | All   | -                 | Cina                 |
| 1  | Zidan Wang           | C     | 11 novembre 1993  | Cina                 |
| 2  | Songshan Niu         | S     | 3 giugno 1987     | Cina                 |
| 3  | Tingxi Deng          | S     | 12 gennaio 1991   | Cina                 |
| 4  | Xianhao Bi           | S/O   | 26 febbraio 1994  | Cina                 |
| 5  | Danillo Lampariello  | S     | 15 novembre 1982  | Italia               |
| 6  | Tao Chen             | L     | 4 ottobre 1992    | Cina                 |
| 7  | Song Qin             | C     | 23 luglio 1987    | Cina                 |
| 8  | Davidson Lampariello | S/L   | 16 ottobre 1980   | Italia               |
| 9  | Kejun Feng           | S     | 4 luglio 1990     | Cina                 |
| 10 | Yiming Cao           | S/O   | 5 gennaio 1992    | Cina                 |
| 11 | Cheng Tang           | C     | 11 settembre 1991 | Cina                 |
| 12 | Raidel Poey          | S/O   | 20 febbraio 1982  | Cuba                 |
| 13 | Guang Yang           | P     | 19 febbraio 1991  | Cina                 |
| 14 | Wenliang Song        | S     | 7 luglio 1985     | Cina                 |
| 15 | Haixiang Du          | S     | 25 maggio 1995    | Cina                 |
| 16 | Zhaorui Wang         | C     | 3 aprile 1995     | Cina                 |
| 17 | Shaokai Liu          | P     | 28 marzo 1993     | Cina                 |
| 18 | Qi Gao               | S/O   | 19 novembre 1993  | Cina                 |

## Zhejiang
| N° | Nome          | Ruolo | Data di nascita   | Nazionalità sportiva |
| -- | ------------- | ----- | ----------------- | -------------------- |
| -  | Hebing Wang   | All   | -                 | Cina                 |
| 1  | Xiaobing Xu   | C     | 25 luglio 1990    | Cina                 |
| 2  | Hao Wang      | C     | 30 agosto 1994    | Cina                 |
| 3  | Hongmin Bian  | C     | 22 settembre 1988 | Cina                 |
| 4  | Luchao Wang   | S/O   | 27 dicembre 1995  | Cina                 |
| 5  | Zhiru Wang    | P     | 16 febbraio 1995  | Cina                 |
| 6  | Yiyang Li     | C     | 22 febbraio 1994  | Cina                 |
| 7  | Xiantao Xu    | P     | 31 gennaio 1993   | Cina                 |
| 8  | Guanglei Shao | L     | 15 marzo 1993     | Cina                 |
| 9  | Hao Wu        | S/O   | 17 settembre 1992 | Cina                 |
| 10 | Mingjie Sun   | L     | 2 novembre 1994   | Cina                 |
| 11 | Zhiyuan Zhu   | S     | 18 febbraio 1996  | Cina                 |
| 12 | Mingyao Chen  | S/O   | 8 gennaio 1995    | Cina                 |
| 13 | Shanfu Lin    | S     | 11 gennaio 1994   | Cina                 |
| 14 | Yawei Wu      | S/O   | 1º giugno 1995    | Cina                 |
| 15 | Zhihong Jin   | S     | 10 febbraio 1993  | Cina                 |
| 16 | Dewei Liu     | C     | 3 aprile 1995     | Cina                 |
| 17 | Xian Jiang    | L     | 23 gennaio 1996   | Cina                 |
| 18 | Fenglei Wang  | S/O   | 2 maggio 1991     | Cina                 |